# Palpimanus vultuosus
Espèce
Palpimanus vultuosus est une espèce d'araignées aranéomorphes de la famille des Palpimanidae.

## Distribution
Cette espèce est endémique du Maharashtra en Inde,. Elle se rencontre vers Matheran.

## Description
Les femelles mesurent de 7 à 8 mm.
Le mâle décrit par Benjamin en 2024 mesure 15,9 mm et la femelle 18,6 mm.

## Systématique et taxinomie
Cette espèce a été décrite par Simon en 1897.

## Publication originale
- Simon, 1897 : « Arachides recueillis par M. M. Maindron à Kurrachee et à Matheran (près Bombay) en 1896. » Bulletin du Muséum d'Histoire Naturelle, vol. 3, p. 289-297 (texte intégral).